# Décès en 1347
Décès
- 1343
- 1344
- 1345
- 1346
- 1347
- 1348
- 1349
- 1350
- 1351

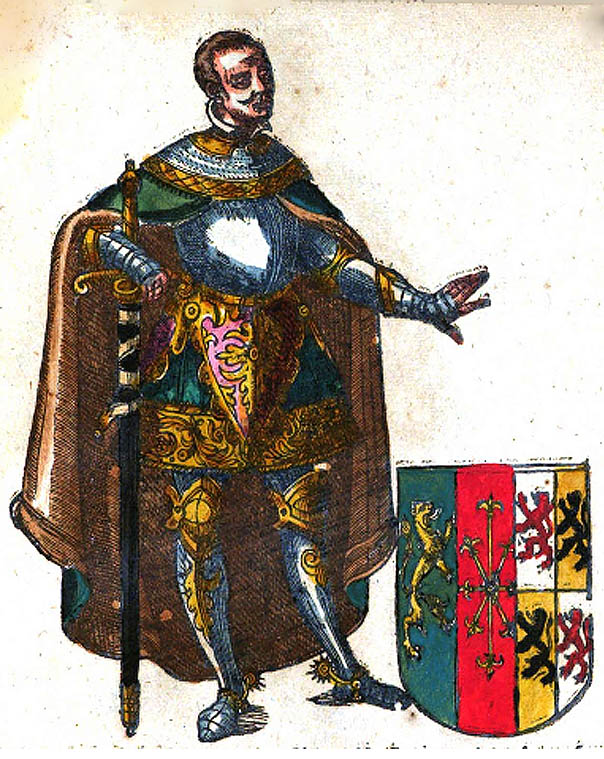
Thierry VIII de Clèves, mort en 1347.

Cette page dresse une liste de personnalités mortes au cours de l'année 1347 :
- 1er janvier : Gasbert de Valle ou de La Val, évêque de Marseille, archevêque d'Arles, puis de Narbonne, cardinal, camérier des papes Jean XXII, Benoît XII et Clément VI.
- 2 mars : Casimir de Koźle, duc de Koźle.
- 9 avril : Guillaume d'Ockham, philosophe, logicien et théologien anglais, membre de l'ordre franciscain.
- 12 juin : Guillaume Ouvrouin, évêque de Rennes.
- 18 juin : Guy X de Laval, seigneur de Laval et d'Acquigny, baron de Vitré, comte de Caserte dans la Terre de Labour et vicomte de Rennes.
- 7 juillet : Thierry VIII de Clèves, comte de Clèves.
- 10 ou 15 août : Jeanne III de Bourgogne, ou Jeanne de France, duchesse de Bourgogne, comtesse de Bourgogne et d’Artois.
- 11 octobre : Louis IV du Saint-Empire, roi des Romains puis empereur des Romains.
- 10 novembre : Hugh Audley, 1er baron Audley puis 1er comte de Gloucester, ambassadeur en France.
- 29 décembre : Jean XIV Kalékas, patriarche œcuménique de Constantinople.

- Francesco Balducci Pegolotti, marchand florentin, auteur de La Pratica della Mercatura, qui fournit de précieux renseignements sur le commerce international de l’époque.
- Fleur d'Issendolus, religieuse hospitalière dans l'hôpital d'Issendolus.
- Pietro III d'Arborée, juge d'Arborée.
- Lamberto II da Polenta, homme politique italien.
- Pandolfo da Polenta,  homme politique italien.
- Geoffroy de Saint-Guen, évêque de Vannes.
- Al-Muzaffar Sayf ad-Dîn Hâjjî, sultan mamelouk bahrite d’Égypte.
- Nicolas Roger,  archevêque de Rouen.
- Alfonso de Valladolid, philosophe juif aristotélicien.

## Crédit d'auteurs
- Cet article est partiellement ou en totalité issu de l'article intitulé « 1347 » (voir la liste des auteurs).